# Christian Estrosi
Pour les articles homonymes, voir Estrosi.
Christian Estrosi, né le 1er juillet 1955 à Nice, est un homme politique français et un ancien sportif motocycliste.
Ancien président du conseil général des Alpes-Maritimes, membre de plusieurs gouvernements et ancien député des Alpes-Maritimes, il est président délégué du conseil régional de Provence-Alpes-Côte d'Azur depuis 2017, président de la métropole Nice Côte d'Azur depuis 2012 et maire de Nice de 2008 à 2016 puis à nouveau depuis 2017.
Il est successivement membre du RPR, de l’UMP puis de LR, qu’il quitte en 2021, après avoir lancé le parti La France audacieuse et s’être prononcé pour un rapprochement avec La République en marche du président Emmanuel Macron. Le 16 septembre 2022, il devient vice-président du parti Horizons.

## Famille et vie privée
Christian Estrosi naît le 1er juillet 1955 à Nice. Il est le fils d’un couple d'Italiens originaires d'Umbertide en Ombrie ayant immigré à Nice vers 1939. L'un de ses deux grands-pères tient un manège sur une place de Nice, Christian Estrosi y passe régulièrement durant son enfance.
En 2014, il divorce de Dominique Estrosi Sassone, fille de Jean Sassone (adjoint au maire de Nice de 1977 à 1995) et sénatrice. En 2016 à Nice, il épouse Laura Tenoudji, chroniqueuse dans l'émission Télématin sur France 2,.
De son premier mariage, il a deux filles, nées en 1985 et 1988. Avec sa deuxième épouse, il a une fille, née en 2017.

## Carrière professionnelle

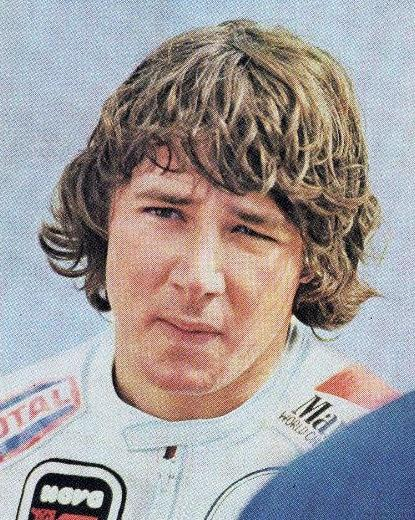
Christian Estrosi en 1978, à environ 23 ans.

Il est d'abord pilote de grand prix motocycliste (quatre fois champion de France entre 1974 et 1979, et vainqueur de deux épreuves mondiales 750 cm3 sur le circuit de Nogaro en 1976 et sur le circuit de Dijon-Prenois en 1977), carrière pour laquelle il abandonne le lycée : il n'a donc pas le baccalauréat, ce qui lui vaut plus tard le surnom de « motodidacte », donné par ses adversaires.
Après cette carrière sportive, il devient concessionnaire de la marque japonaise Kawasaki dans son magasin de la rue Caïs-de-Pierlas à Nice.

## Parcours politique

### Débuts
Ses titres de champion de France motocycliste retiennent l'attention du maire de Nice, Jacques Médecin qui souhaite intégrer des jeunes gens dynamiques dans son équipe, et, avec son appui, le pilote de course se lance dans la politique. Il est élu en 1983 conseiller municipal de Nice et devient alors l'adjoint aux sports de Jacques Médecin. En 1989, il est élu à la tête du comité départemental de la fédération RPR des Alpes-Maritimes.
Il appartient à la Grande Loge nationale française (GLNF) de 1983 à 1988.

### Député des Alpes-Maritimes
En 1988, il est élu député dans la cinquième circonscription des Alpes-Maritimes (Nice–Montagne) après avoir battu au second tour Jean-Hugues Colonna (PS).
Il est élu en 1993 dans une autre circonscription, la deuxième circonscription des Alpes-Maritimes (Nice centre). Le 16 décembre 1993, le Conseil constitutionnel annule le scrutin et déclare inéligible Christian Estrosi pour une déclaration des comptes de campagne considérée comme frauduleuse, ce dernier n'ayant pas déclaré des dépenses supportées par l'association « Les Amis de Christian Estrosi » durant la campagne. Il retrouve son siège de député de la 5e circonscription en 1997, puis est réélu en 2002. En 2005, il est remplacé par son suppléant Charles Ange Ginésy à la suite de sa nomination comme ministre dans le gouvernement Villepin.
En 2002 et en 2003, Christian Estrosi est rapporteur à l'Assemblée nationale des lois sur la sécurité intérieure. À ce titre, il est auteur d'un amendement pérennisant les dispositions des articles 29, 30 et 31 de la loi sur la sécurité quotidienne du 15 novembre 2001, adoptée à la suite des attentats du 11 septembre 2001. Ces dispositions destinées à la lutte anti-terroriste devaient prendre fin initialement le 31 décembre 2003. Il est rapporteur, en 2009, de la loi sur les violences en bande.
Le 10 juin 2007, il est réélu député dans la 5e circonscription des Alpes-Maritimes avec 60,08 % des voix dès le premier tour de l'élection législative. Une semaine plus tard, il est remplacé par son suppléant Charles Ange Ginésy à la suite de sa nomination comme secrétaire d'État dans le gouvernement Fillon II. Il démissionne le 17 mars 2008 à la suite de son élection comme maire de Nice, et retrouve son siège de député le 1er avril suivant (ce qui passe par la démission de son suppléant et par une élection législative partielle, où il est élu avec 69,37 % des voix au second tour en raison d'une participation insuffisante au premier pour assurer son élection directe). Il cède de nouveau son siège à son suppléant entre le 23 juin 2009 et le 14 novembre 2010, à la suite de sa nomination comme ministre chargé de l'Industrie.
Il est réélu en 2012. Le 29 mars 2016, il démissionne de l'Assemblée nationale après sa victoire aux élections régionales en PACA.

### Président du conseil général des Alpes-Maritimes
En 1985, élu dans le canton de Nice-8, il entre au conseil général des Alpes-Maritimes.
Christian Estrosi est élu conseiller général dans le canton de Saint-Étienne-de-Tinée en 2001, avec plus de 80 % des voix dès le premier tour. Dans la foulée, il est élu premier vice-président du conseil général des Alpes-Maritimes. Le 18 septembre 2003, à la suite de la démission de Charles Ginésy, Christian Estrosi est élu président du conseil général des Alpes-Maritimes. Il est réélu à la tête de l'assemblée départementale en mars 2004, à l'issue des élections cantonales.
Le 20 mars 2008, il est réélu président du conseil général des Alpes-Maritimes. Il peut cumuler durant un certain temps les fonctions de président du conseil général et de maire de Nice en raison d'un recours en annulation déposé devant le tribunal administratif de Nice contre son élection par le Parti radical de gauche, à l'occasion du premier tour des élections municipales.
Christian Estrosi démissionne finalement de la présidence du conseil général des Alpes-Maritimes le 14 décembre 2008, après cinq années passées à la tête de l'exécutif départemental. Éric Ciotti, lui succède le 18 décembre 2008. Frappé par les règles sur la limitation du cumul des mandats, après la validation définitive des résultats des élections municipales de Nice par le Conseil d'État, Christian Estrosi démissionne de son mandat de conseiller général des Alpes-Maritimes le 11 juin 2009,.

### Membre des gouvernements Villepin et Fillon
Le 2 juin 2005, il est nommé ministre délégué à l'Aménagement du territoire auprès du ministre d'État, ministre de l'Intérieur et de l'Aménagement du territoire, Nicolas Sarkozy, dans le gouvernement Dominique de Villepin. Dès sa nomination, il se saisit des dossiers des pôles de compétitivité, puis des pôles d'excellence rurale. Dans un souci d'équité envers l'ensemble du territoire, Christian Estrosi s'est engagé à ce que 100 % des communes françaises aient accès au haut débit pour les liaisons Internet, à la téléphonie mobile, mais aussi à la télévision numérique. Pendant les derniers mois de sa fonction, il prend position en faveur du ferroutage et du transport fluvial.
Du 19 juin 2007 au 17 mars 2008, il est secrétaire d'État chargé de l'Outre-mer auprès du ministre de l'Intérieur, de l'Outre-mer et des Collectivités territoriales, Michèle Alliot-Marie, dans le deuxième gouvernement François Fillon. En tant que membre du gouvernement chargé de l'Outre-mer, il doit s'excuser pour avoir loué un jet privé pour un montant de 138 000 euros afin de se rendre aux États-Unis au lieu d'utiliser une ligne régulière. De plus, après avoir fait adopter une loi censée mettre un terme à l'instabilité politique chronique en Polynésie française, celle-ci s'est révélée inefficace[réf. nécessaire]. Ses détracteurs pointent alors le manque de dialogue avec les élus ultra-marins concernés[réf. nécessaire].
Suivant la promesse faite lors de la campagne de l'élection municipale de Nice, il démissionne de ce portefeuille ministériel le 17 mars 2008 pour se consacrer à plein temps à son poste de maire de Nice.
Le 23 juin 2009, Christian Estrosi revient néanmoins au gouvernement François Fillon en qualité de ministre chargé de l’Industrie, auprès de la ministre de l’Économie, de l’Industrie et de l’Emploi. Le 14 novembre 2010, il est remplacé à ce poste par Éric Besson, à l'occasion de la constitution du troisième gouvernement François Fillon.

### Maire de Nice et président de structures intercommunales
Le 21 octobre 2007, il annonce être candidat à la mairie de Nice, dont la gestion par le sénateur UMP Jacques Peyrat est contestée. Durant la campagne, il affirme souhaiter que la gestion de la ville devienne « plus honnête et plus transparente », reprenant en cela un discours partagé par la plupart des candidats. Au second tour du scrutin municipal, le 16 mars 2008, il arrive en tête avec 41,33 % des suffrages, dans une triangulaire face au candidat de gauche Patrick Allemand (PS, 33,17 %), et au maire sortant, Jacques Peyrat (DVD, 25,50 %). Il est officiellement élu maire de Nice par le nouveau conseil municipal le 21 mars 2008.
Le 18 avril 2008, il est élu président de la communauté d'agglomération Nice-Côte d'Azur (CANCA), devenue, fin 2008, communauté urbaine Nice Côte d'Azur (NCA). Le 9 janvier 2012, Christian Estrosi est élu président de la métropole Nice Côte d'Azur, structure résultant de la fusion de la NCA avec trois communautés de communes des Alpes-Maritimes.
Candidat à un nouveau mandat de maire de Nice, sa liste arrive en tête au second tour des élections municipales, le 30 mars 2014, à l'issue d'une quadrangulaire, devançant celle de la candidate du FN et celle du candidat de la gauche et candidat DVD. Christian Estrosi est réélu maire de Nice par le nouveau conseil municipal le 4 avril 2014.
En février 2016, la chambre régionale des comptes de Provence-Alpes-Côte d'Azur rend public un rapport critique de la gestion de la ville par le maire depuis 2008. Celui-ci pointe la situation financière « préoccupante » de Nice, dont la dette est passée en huit ans de 367 millions d'euros à plus de 500 millions d'euros et qui présente « plusieurs irrégularités » s'agissant de la gestion des ressources humaines, notamment concernant le temps de travail réellement effectué par les agents communaux. Elle pointe également des primes versées en toute irrégularité et la mauvaise gestion financière de l'Opéra municipal.
Afin de respecter la nouvelle loi sur le cumul des mandats, il démissionne de celui de maire de Nice, et échange son poste avec son premier adjoint Philippe Pradal,.

### Responsabilités à l'UMP et aux Républicains

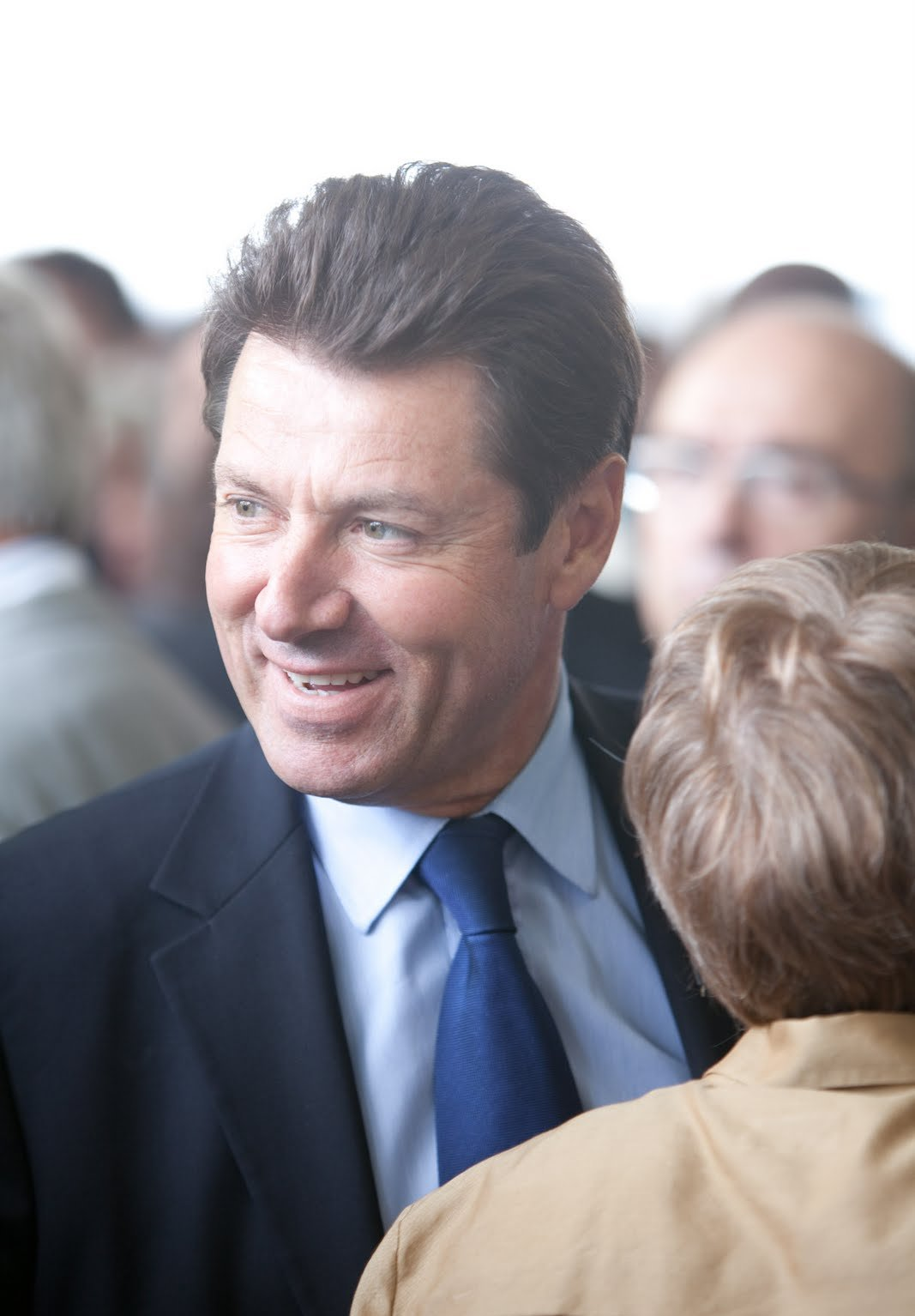
Christian Estrosi en 2009.

Christian Estrosi occupe de multiples fonctions au sein de l'UMP dès la fondation de celle-ci : conseiller politique de l'UMP de 2002 à 2005, secrétaire national de l'UMP chargé des Fédérations de 2004 à 2005, secrétaire général adjoint de l'UMP du 30 juin 2008 au 24 janvier 2009, président départemental de la fédération UMP des Alpes-Maritimes depuis 2002, conseiller politique de l'UMP depuis 2009.
À l'occasion du congrès de novembre 2012, il soutient la candidature de François Fillon. En janvier 2013, dans le cadre de la direction « partagée » entre Jean-François Copé et François Fillon, il devient vice-président de l’UMP avec cinq autres personnalités du parti, en plus du vice-président délégué Luc Chatel, en poste depuis novembre 2012.
Le 4 décembre 2014, Christian Estrosi est nommé, par le nouveau président de l'UMP, Nicolas Sarkozy, président de la Commission nationale d'investitures. Il est remplacé en novembre 2016 par Jean-François Lamour.
Il soutient Nicolas Sarkozy pour la primaire présidentielle des Républicains de 2016, après avoir critiqué sa stratégie à l'égard du FN lors des élections régionales de 2015. Le 29 août, il est nommé porte-parole sur les questions économiques. Il soutient timidement François Fillon lors du second tour. Par la suite, son attitude ambivalente à l'égard de Fillon (il critique notamment la place du mouvement Sens commun au sein de LR) lui vaut les huées des militants. En avril 2017, Le Parisien indique que Christian Estrosi a rencontré « discrètement » le chef des investitures d’En Marche et ancien ministre Jean-Paul Delevoye, en vue des élections législatives.
En mai 2021, dénonçant « une dérive » à droite, il quitte LR.

### Conseil régional de Provence-Alpes-Côte d'Azur
De 1992 à 2002, il est conseiller régional de Provence-Alpes-Côte d'Azur. Après son élection, il démissionne de ses fonctions de conseiller général pour le canton de Nice-8, ce qui conduit à l’organisation d’une élection partielle, remportée par Richard Giamarchi (RPR).
En mars 1998, après avoir été six ans premier vice-président du conseil régional, il tente d'empêcher l'élection d'un président de région socialiste par un accord avec le Front national local. Jean-Marie Le Chevallier, alors maire FN de Toulon, explique qu'il devait, aux termes de cet accord, prendre la présidence du conseil régional avec Christian Estrosi comme vice-président. Mais les pressions des dirigeants nationaux du RPR et la volonté de Jean-Marie Le Pen de se présenter conduisent finalement à l'élection du socialiste Michel Vauzelle. Christian Estrosi démissionne de son mandat de conseiller régional en 2002 pour cause de cumul des mandats. Interrogé en 2013 alors qu'il exerce dix fonctions électives et politiques, il se déclare favorable au cumul des mandats.
En vue des élections régionales de décembre 2015, il est désigné pour conduire la liste Les Républicains-UDI dans la région Provence-Alpes-Côte d'Azur. Au premier tour, il se place en deuxième position avec 26,5 % des voix, derrière la liste FN de Marion Maréchal, qui obtient 40,6 % des voix,. Il déclare alors que celle-ci « représente un danger immense pour notre vivre-ensemble » et que la PACA « ne doit pas être le laboratoire de l’extrême-droite, du sectarisme, de la violence, la négation du droit des femmes et des valeurs de la République ». Le candidat socialiste Christophe Castaner, arrivé en troisième position avec 16,6 % des suffrages, retire sa liste pour favoriser sa victoire, tandis que le Premier ministre Manuel Valls appelle à voter pour lui. Il remporte le second tour le 13 décembre avec 54,78 % des voix, la liste conduite par Marion Maréchal réalisant le meilleur score jamais obtenu par le FN dans une région (45,22 %).
Christian Estrosi est élu président du conseil régional de Provence-Alpes-Côte d'Azur le 18 décembre 2015 grâce au retrait du PS en sa faveur pour contrer le FN. Il déclare alors : « Nicolas Sarkozy est un ami mais, contrairement à lui, je ne pense pas que nous devions tenir un discours toujours à droite. Plus on va à droite, plus on fait monter le FN ». Ce retournement provoque « un malaise dans son camp » note Le Figaro, Christian Estrosi étant considéré jusque-là comme un tenant d'une ligne droitière au sein de son parti, « d'une droite autoritaire » sur la sécurité et l'immigration notamment.

### Rapprochement avec Emmanuel Macron

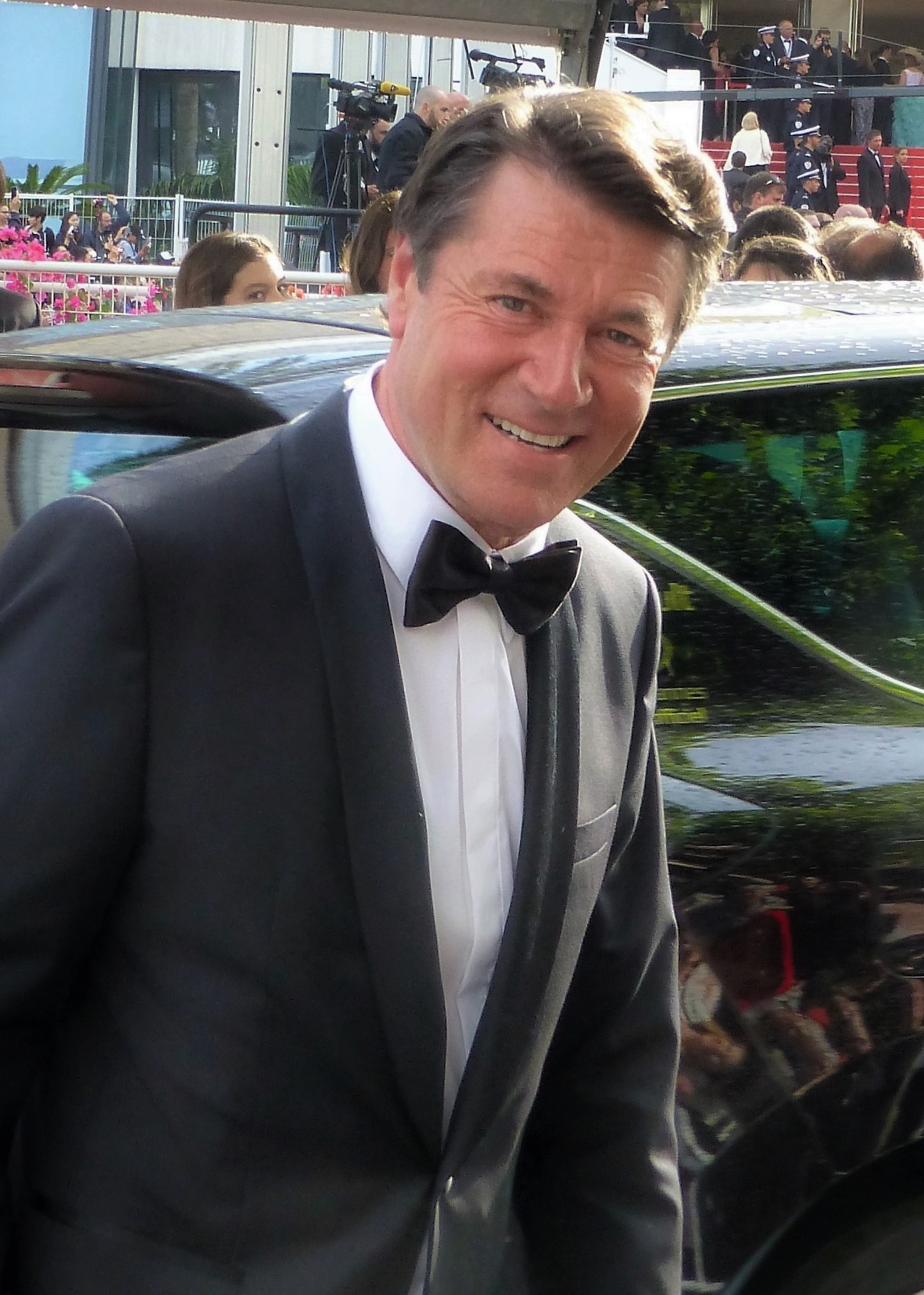
Christian Estrosi en 2016.

Le 8 mai 2017, il annonce qu'il démissionne de la présidence du conseil régional, afin de redevenir maire de Nice en remplacement de Philippe Pradal, démissionnaire. Il redevient maire de Nice à compter du 15 mai 2017. Christian Estrosi, qui voit Renaud Muselier lui succéder à la région, conserve cependant une place de choix au sein de l'exécutif régional en tant que président délégué et premier vice-président, délégué à la Coordination des politiques régionales, aux grands événements et à la culture de la région.
Début octobre 2017, il lance un mouvement d'élus locaux qu'il baptise La France audacieuse.

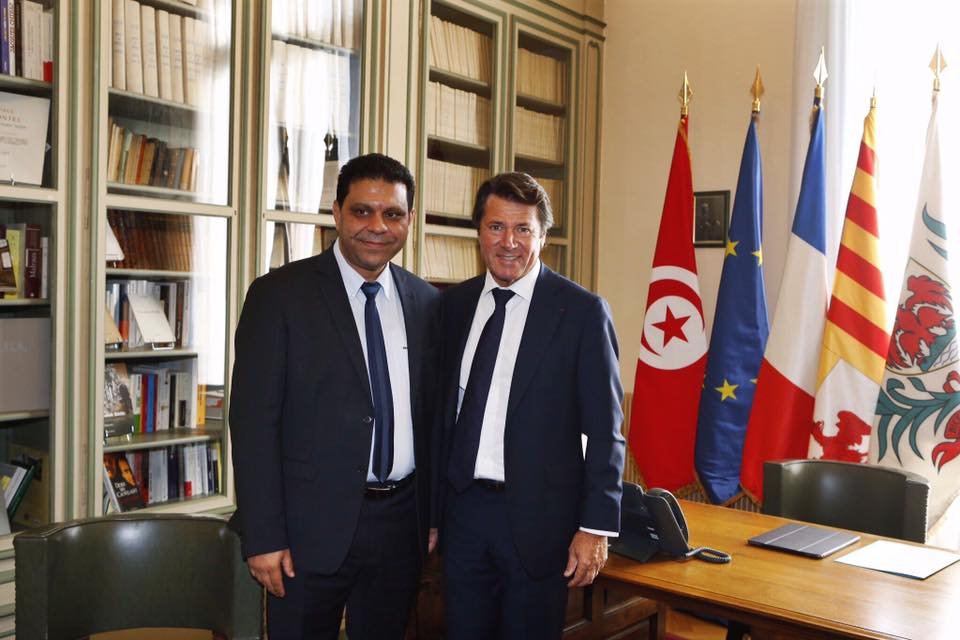
Le député tunisien Riadh Jaidane reçu par Christian Estrosi en tant que maire de Nice.

Dans les Alpes-Maritimes, il voit à partir de la mi-2017 une opposition se constituer sur sa droite autour d’Éric Ciotti, qui lui reproche son profil modéré et son rapprochement avec la majorité présidentielle d’Emmanuel Macron. En octobre 2018, Éric Ciotti lui succède à la présidence de la fédération LR du département et voit ses partisans l’emporter sur les soutiens de Christian Estrosi lors de l’élection des délégués de circonscription.
En août 2019, il apporte son soutien à Christian Jacob pour le congrès des Républicains.
En août 2020, il appelle à un rapprochement de LR avec La République en marche et invite la droite à soutenir Emmanuel Macron en vue de l’élection présidentielle de 2022 ; cependant, les deux tiers des Français interrogés par les instituts de sondage s’opposent à sa proposition.
Le 6 mai 2021, à la suite de la polémique au sein de LR concernant le ralliement de LREM à la liste menée par Renaud Muselier aux élections régionales de 2021 en Provence-Alpes-Côte d'Azur, Christian Estrosi annonce son départ des Républicains, faisant de même que le maire de Toulon Hubert Falco, et appelle à « reconstituer une grande formation politique » de la droite et du centre.
Pendant la pandémie de Covid-19, il décide de restreindre l'accès aux centres de loisirs et de vacances aux seuls enfants munis « d'un test PCR de moins de 48 heures ou pour les plus de 12 ans d'un certificat de vaccination ». Il renonce finalement à cette mesure devant les protestations. En juillet 2021, Chrisitan Estrosi signe avec plus de 380 élus locaux de gauche (François Rebsamen), de droite (Hubert Falco, Martine Vassal) et du centre une tribune soutenant les réformes engagées durant le quinquennat d'Emmanuel Macron ainsi que la politique sanitaire.
En décembre 2021, il rejoint le parti politique Horizons, fondé par l'ancien Premier ministre Édouard Philippe.
En janvier 2022, il soutient la privation d'assurance chômage pour non-vaccinés contre la Covid-19.
Soutien à un nouveau mandat d'Emmanuel Macron, il apparaît en février 2022 sur la première liste du Conseil constitutionnel répertoriant les parrainages reçus par les candidats à l'élection présidentielle de 2022.

## Polémiques et affaires judiciaires

### Affaire du golf de Nice
Christian Estrosi et sa femme Dominique sont mis en cause pour le détournement, en 1989, d'une subvention du conseil général des Alpes-Maritimes de 750 000 francs destinée à l'association « le Golf de Nice », promouvant le lieu,, mais perçue par une SARL du même nom, exploitant le golf, et dont Dominique Estrosi était la gérante quelques mois avant les faits.
La plainte pour escroquerie du conseil général fait finalement l'objet, en août 1994, d'un non-lieu, prononcé par le juge d'instruction Jean-Paul Renard, dont l'impartialité dans cette affaire est critiquée et qui fera par la suite l'objet de poursuites judiciaires,. Pour Christian Estrosi, l'affaire du golf de Nice était « une cabale politique ».

### Condamnations pour diffamation et pour injure publique
En septembre 2015, à la suite d'une plainte du Syndicat national de l'environnement, il est condamné pour diffamation à payer 10 000 euros d'amende au pénal et 2 000 euros au civil et à publier cette décision dans la presse pour avoir affirmé que des fonctionnaires de l'État et des gardes du parc national du Mercantour avaient volontairement introduit des loups gris en France, et que ceux-ci n'étaient donc pas arrivés d'Italie sans intervention humaine. Le jugement est confirmé en mai 2016 par la cour d'appel d'Aix-en-Provence, avant d'être infirmé en mai 2017 par la cour de Cassation.
En octobre 2019, la cour d'appel d'Aix-en-Provence condamne Christian Estrosi pour injure publique à l'encontre de Philippe Vardon, conseiller régional FN, qu'il avait qualifié « d'héritier de Goebbels », et le contraint à lui verser 2 000 euros de dommages et intérêts. La décision de la cour d'appel est annulée le 19 octobre 2021 par la Cour de cassation, estimant l'absence de diffamation.
En juin 2021, Christian Estrosi est condamné en appel pour avoir traité de « charlatan » le géologue Éric Gilli au sujet des travaux souterrains du tramway. En avril 2022, la Cour de cassation casse la décision sans renvoi.

### Accusation de détournement de fonds publics
En février 2013, Jean-Noël Falcou, militant d'Europe Écologie Les Verts et membre de l'association anticorruption Anticor, dépose une plainte contre Christian Estrosi pour « détournement de fonds publics ». Il lui reproche l'envoi massif, aux frais de l'Assemblée nationale, de courriers adressés aux électeurs de la cinquième circonscription des Alpes-Maritimes, contenant un bulletin de « promotion et d'appel à souscription » à l'association « Les Amis de Nicolas Sarkozy », dont Estrosi est alors le secrétaire général,,. Dans un communiqué, Christian Estrosi déclare que « ces courriers, qui entrent dans le cadre fixé par l'Assemblée nationale pour chaque député, avaient pour but de remercier mes électeurs tout en faisant le bilan du mandat que j'ai en partage avec Nicolas Sarkozy ». Trois semaines plus tard, il reconnaît une « erreur ». La plainte est classée sans suite.

### Islamisme et relations avec les associations musulmanes
Le 26 mars 2013, le tribunal administratif de Nice, saisi par Philippe Vardon, annule la décision du 20 octobre 2011 de Christian Estrosi de signer une convention d'occupation avec une association musulmane pour sa salle de prière, rue de Suisse. Cette convention accordait à l'association un loyer préférentiel, décoté de 50 %,. Par la suite, la ville de Nice indique avoir conclu une nouvelle convention avec l'association des musulmans en corrigeant le montant du loyer.
Fin 2016, Christian Estrosi attaque en diffamation le journaliste David Thomson pour certains passages de son livre Les Revenants, publié en 2016. Dans celui-ci, Thomson affirme que Nice a été un important vivier de djihadistes français, et donne la parole à un Niçois rentré de Syrie reprochant au maire de n'avoir rien fait pour neutraliser la propagande d'un recruteur de l'État islamique. David Thomson est relaxé le 7 février 2019 par le tribunal de Nice, mais est condamné en appel à 3 000 € de dommages et intérêts. En décembre 2020, la Cour de cassation annule à nouveau la condamnation de Thomson, sans renvoi.
En janvier 2023, la cour d'appel de Marseille, saisie par le membre du parti Reconquête Philippe Vardon, révoque un arrêté du mois de juin 2018 par lequel le maire de Nice avait octroyé à l'association « Union des musulmans des Alpes-Maritimes » (UMAM) l'occupation gratuite d'un théâtre municipal de la ville. Une prière de rue rassemblant plus d'un millier de personnes et une autre au sein du théâtre avaient alors eu lieu. En mars 2024, le Conseil d'État invalide cette décision et la renvoie en appel afin de déterminer si le prêt du lieu a occasionné des frais.

### Plainte contre la porte-parole d'Anticor
Le 22 août 2013, Christian Estrosi, maire de Nice, porte plainte pour diffamation contre Séverine Tessier, porte-parole de l'association anticorruption Anticor, lui reprochant d'avoir publiquement exprimé ses inquiétudes sur la gestion d'emprunts toxiques par la ville et sur le financement du partenariat public-privé du grand stade. Le tribunal correctionnel de Nice la relaxe le 25 janvier 2016.

### Stationnement «intelligent»
Christian Estrosi s'est déclaré en mars 2013 en faveur du « stationnement intelligent », un système selon lui « innovant, facteur d’améliorations, et rentable, plutôt qu’un vieux système obsolète ». Ce système a été déployé sur l'ensemble de la commune de Nice, pour un coût de dix millions d’euros. Ce système, grâce à des capteurs, devait permettre « de connaître en temps réel l’état du stationnement, du trafic et de la qualité environnementale ».
En août 2015, la chambre régionale des comptes publie un rapport dans lequel elle examine la gestion interne de la SEMIACS, qui est la société gérante des stationnements pour le compte de la métropole Nice Côte d’Azur, et le contrôle de la municipalité sur la SEMIACS ; elle relève notamment,, :
- une masse salariale importante ;
- des contrats attribués sans mise en concurrence ;
- « aucun contrôle » de la ville de Nice sur la SEMIACS ;
- une ampleur et une récurrence des « irrégularités »[95].

La chambre régionale des comptes conclut en ces termes : « Contrairement à sa pratique habituelle, la chambre ne formule dans le présent rapport aucune recommandation destinée à améliorer la gestion de la SEMIACS, car l’ampleur et la récurrence des irrégularités constatées ôtent toute pertinence à de simples recommandations ponctuelles. Seule une reprise de contrôle de la société par son actionnaire principal et son conseil d’administration permettra en effet de remédier aux dysfonctionnements graves et systématiques relevés dans le présent rapport. ». De nombreux problèmes techniques, ainsi qu'un défaut de mise en concurrence dans l'attribution des marchés liés à la mise en place du stationnement intelligent pointé par la chambre régionale des comptes affaiblissent la crédibilité du dispositif.
Le projet est abandonné en mai 2016. La SEMIACS déclare : « la suspension du stationnement intelligent et notamment des kiosques sur les secteurs concernés de la ville […] afin de poursuivre la remise en ordre de la société de la SEMIACS et notamment les règles applicables en matière de commande publique »,.
Alors qu'on constate de nombreux scandales sexuels et financiers au sein de la SEMIACS, son ancien directeur général délégué est incarcéré. La gestion de la SEMIACS par son ancienne direction est ainsi vivement critiquée. Le scandale avait éclaté en 2013 et avait coûté la place au directeur général de la SEMIACS Henri Alonzo et à son ancien président, Benoît Kandel, ancien premier adjoint de Nice, tous deux mis en examen pour escroquerie en bande organisée, favoritisme, recel de favoritisme, prise illégale d'intérêts, détournement de fonds publics, corruption active et passive, abus de bien social, faux, et subornation de témoins pour la période comprise entre 2010 et 2013,.

### Attentats
Après les attentats du 13 novembre 2015, il prône des « mesures d'exception » privatives de liberté. Il déclare : « À l'image du Patriot Act américain décidé au lendemain du 11-Septembre, il faut donc accepter de restreindre certaines libertés ».
Au lendemain de l'attentat du 14 juillet 2016 à Nice, Christian Estrosi accuse le gouvernement, alors qu'il avait formulé après l'attentat contre le journal Charlie Hebdo une critique accusatrice à l'égard de la municipalité socialiste de Paris en ces termes : « si Paris avait été équipée du même réseau [de caméras] que le nôtre, les frères Kouachi n’auraient pas passé trois carrefours sans être neutralisés et interpellés ». Toutefois, Mediapart révèle que le camion utilisé pour l'attentat est filmé à onze reprises en trois jours sur la promenade des Anglais sans susciter d'intervention de la police municipale.
Nice est la ville du jihadiste Omar Diaby, l'un des plus importants recruteurs de djihadistes pour la Syrie, où sont partis plus d'une centaine de Niçois, ce qui en fait une des villes les plus touchées de France.

### Utilisation de la marque «France audacieuse»
Début octobre 2017, Christian Estrosi lance un mouvement d'élus locaux qu'il baptise « France audacieuse ». Or ce nom est déjà celui d'un groupe de réflexion de la société civile, actif depuis 2016, qui mène des études de fond sur le développement durable et l'économie sociale. Le lancement du mouvement de Christian Estrosi utilise donc une marque qui existait déjà et, certes, n'était pas déposée. Ceci suscite des railleries sur Twitter et dans les médias,.

### Grand Prix de France et soupçons de détournement de fonds publics
En 2023, le parquet de Marseille ouvre une enquête « favoritisme » et « détournement de fonds publics » sur les 32 millions d'euros de dette liés à la gestion du Grand Prix de France par le maire de Nice, à la suite de deux signalements d'un conseiller municipal écologiste et du président (LR) du conseil départemental du Var,. 
Un audit de la structure a notamment démontré l'absence de procédures de passation de marchés publics concernant entre autres six marchés passés sans publicité ni appel d'offres avec le cabinet d'avocats d'Arnaud Péricard, conseiller départemental Horizons (dont Christian Estrosi est vice-président) et délégué général de La France audacieuse. Un autre proche de Christian Estrosi et membre de son parti, Gilles Dufeigneux, était directeur général du groupement d'intérêt public gérant le Grand Prix tandis que son ancien chef de cabinet était directeur délégué à mi-temps pour une rémunération de 3750 euros par mois,.
Le train de vie et les factures exorbitantes de Christian Estrosi et Renaud Muselier sont également dénoncés, ainsi que d'autres dépenses importantes en « cadeaux à la clientèle », « missions et réceptions » ou encore « voyage et déplacements ». La Chambre régionale des comptes a elle aussi ouvert une procédure de contrôle,.

### Affaire sur l'Eurovision junior et le Nice Climate Summit
En novembre 2024 et avril 2025, des perquisitions ont lieu à la mairie de Nice et à la métropole dans le cadre de l'affaire sur l'Eurovision junior et le Nice Climate Summit. Une enquête a préalablement été ouverte en août 2024 par le parquet de Marseille pour « détournement de fonds publics », « prise illégale d'intérêts » avec « recel » de celui-ci, « faux en écriture publique ou authentique par personne dépositaire de l'autorité publique » et usage de celui-ci. Elle concerne notamment Christian Estrosi et sa femme, la journaliste Laura Tenoudji. Il est en effet reproché à Christian Estrosi d'avoir fait adopter une subvention relative à l'organisation du Nice Climate Summit que son épouse devait initialement animer en partie. La participation de Laura Tenoudji en novembre 2023 à l'animation de l'Eurovision Junior, en partie financée par la ville de Nice, est également mise en cause.
Le 30 juin 2025, Christian Estrosi et son épouse sont placés en garde à vue dans le cadre de cette enquête,. Les gardes à vue sont levées sans poursuite. 

### Affaire Orlinski
En mars 2025, il est perquisitionné par l'Office central de lutte contre la corruption et les infractions financières et fiscales dans le cadre de l'enquête sur des « cadeaux » offerts à de nombreuses personnalités politiques par le sculpteur Richard Orlinski, ami de Christian Estrosi visé par plusieurs enquêtes du parquet national financier. L'enquête judiciaire porte notamment sur les multiples contrats offerts par le maire de Nice à l'artiste.

## Prises de position

### Maintien de la Nouvelle-Calédonie au sein de la République française
En 1988, à la suite de la succession d'événements violents survenus sur l'île d'Ouvéa, Christian Estrosi participe à une manifestation organisée par Jacques Peyrat, alors député Front national, pour le maintien de la Nouvelle-Calédonie au sein de la République française.

### Unions homosexuelles
Christian Estrosi se prononce contre le PACS lors des débats à l'Assemblée nationale. Le 7 novembre 1998, il accuse la majorité de gauche d'avoir été « mise au pas, sous les ordres des lobbies ». Il affirme que le PACS peut « même concerner les frères et les sœurs », et que, de « forme éminemment contestable » et « irréaliste par son contenu », il « constitue une erreur et une faute ». Il critique la reconnaissance juridique, financière et fiscale des couples homosexuels face aux couples hétérosexuels : « La justification des avantages accordés aux familles par l’État signe la juste contrepartie de leurs efforts pour préparer l’avenir de la France à travers la descendance des générations qu’elles assurent. Comment justifier auprès de ces familles que les couples issus du PACS qui, par définition et à une très grande majorité, n’auront pas d’enfant, vont bénéficier d’avantages quasi identiques à ceux dont elles disposent ? C’est en cela que ce projet est pernicieux, car il est déstabilisateur d’une société bien au-delà de ce que nous pouvons imaginer ». Le député déclare également qu'« une société qui céderait à la provocation de ces défilés exhibitionnistes pour accorder les mêmes droits à des couples homosexuels qu'à des couples mariés serait une société décadente ».
En 2008, il révise son jugement, et autorise les couples hétérosexuels et homosexuels à organiser une cérémonie à la mairie de Nice à l'occasion de la signature de leur PACS. En mai 2011, il inaugure un centre LGBT dans sa ville et reconnaît avoir « commis une grave erreur » de jugement lors des débats sur le PACS. Cependant il continue à tolérer que certains de ses adjoints refusent de le célébrer.
Il vote contre le projet de loi autorisant le mariage homosexuel en avril 2013, mais une fois la loi votée, il se dit « ravi de célébrer le premier mariage gay ». En 2014, il affirme que la loi du « mariage pour tous », qu'il considère comme entrée dans les « pratiques » du pays, ne devrait pas être abrogée par la droite si elle revenait au pouvoir. Il déclare à cette occasion que le mariage des couples homosexuels est une « avancée ».

### Augmentation des limitations de vitesse
En 2003, en plein débat sur la sécurité routière, et alors que se généralise une politique de répression de la vitesse excessive par l'installation de radars automatiques, il dépose devant la Commission des lois de l'Assemblée nationale un amendement au « projet de loi renforçant la lutte contre la violence routière » proposant de relever la vitesse maximale sur autoroute à 150 km/h contre les 130 km/h en vigueur (article additionnel sous l'article 10 du projet de loi). Cet amendement est motivé selon sa rédaction par la prise en considération de « la qualité du réseau routier et le renforcement de la sécurité des véhicules ». Initialement adopté par la Commission des lois, l'amendement est finalement retiré par son auteur.

### Droit du sol
En février 2008, alors secrétaire d'État chargé de l'Outre-mer, il prend position dans le débat public sur l'immigration irrégulière et l'obtention de la nationalité française en se déclarant favorable à la remise en cause de l'application automatique de la règle du droit du sol à Mayotte, en déclarant : « Nous pourrions prendre une décision exceptionnelle qui fasse que tout enfant né de parents en situation irrégulière ne puisse plus réclamer son appartenance à la nationalité française ».
Il justifie cette mesure par le conflit en cours dans les Comores, celui-ci risquant, selon lui, de provoquer « une invasion imminente » de Mayotte. Il déclare à ce sujet : « Nous avons aujourd'hui à Mayotte 30 % de la population qui est en situation clandestine, irrégulière, et dans 10 ans elle pourrait être majoritaire par rapport à la population franco-mahoraise ».
Cette réforme avait déjà été envisagée en 2005 par François Baroin, son prédécesseur au ministère de l'Outre-mer, avant d'être abandonnée face aux protestations, notamment de l'opposition de gauche.

### Napoléon III
Il milite pour le rapatriement en France de la dépouille de Napoléon III qui fut inhumé dans l'abbaye Saint-Michel de Farnborough, dans le Sud de l'Angleterre, nécropole familiale voulue dans son exil par l'ex-impératrice Eugénie qui y fit inhumer en 1879 leur fils unique, prince impérial, et y repose elle-même depuis sa mort à Madrid en 1920, mais les religieux encore responsables du site s'y opposèrent.
Christian Estrosi espérait ce rapatriement pour le 150e anniversaire du rattachement du comté de Nice à la France en 1860 réalisé sous l'impulsion de Napoléon III.
En juin 2010, à l'occasion des festivités du rattachement et déclarant vouloir s'inscrire dans les pas de Philippe Séguin et réparer « l'injustice faite à la mémoire de l'Empereur », Christian Estrosi cosigne avec l'écrivain Raoul Mille Le roman de Napoléon III (éditions du Rocher).

### Sécurité
Mi-août 2010, il propose de sanctionner les maires « qui ne se conforment pas à leur obligation de sécurité, de prévention de la délinquance, de lutte contre l'absentéisme scolaire et de réformes des règles d'urbanisme ». Il accuse nommément le maire de Grenoble, Michel Destot, et celle de Lille, Martine Aubry. Les élus mis en cause ont protesté, et certains élus, même classés à droite comme le chargé des élus à l'UMP Marc Laffineur, se sont élevés contre cette proposition. Luc Chatel, porte-parole du gouvernement, et le ministre de l'intérieur Brice Hortefeux ont également pris leurs distances avec cette déclaration, en insistant sur l'idée d'un pacte entre les maires et le gouvernement plutôt que des sanctions.
Nice fait partie des trente villes de France à avoir mis en place, à l'initiative de leur maire, un Conseil local de sécurité et de prévention de la délinquance (CLSPD), auquel concourent police, justice, services de l'État et collectivités territoriales. Christian Estrosi et son équipe municipale se sont félicités d'avoir mené une action déterminée, durant dix-huit mois, en 2009-2010, pour réussir à faire table rase des squats niçois.

### Coupe du monde de football
Le 30 juin 2014, lors de la Coupe du monde de football, Christian Estrosi publie un arrêté municipal interdisant « l'utilisation ostentatoire » de drapeaux étrangers dans le centre de Nice de 18 h à 4 h, jusqu'à la fin de la coupe du monde le 13 juillet 2014. L'exécution de l'arrêté est suspendue par la justice administrative le 4 juillet 2014, mais Christian Estrosi affirme qu'il n'appliquera pas la décision du tribunal administratif.

### Algérie française
Le 20 octobre 2012, Christian Estrosi prononce un discours à Nice devant 300 anciens combattants et harkis, à l’issue duquel il déclare « Vive l’Algérie française ! ». Il s'est par la suite justifié sur ces propos, sur LCI : « Je n'ai pas à faire de devoir de repentance à l'égard de l'œuvre civilisatrice de la France avant 1962 et je ne suis pas un nostalgique de l'Algérie française »,.
Le 1er mai 2014, en tant que maire de Nice, il se rend à l'inauguration du mémorial Notre-Dame d'Afrique, qui contient des stèles rendant hommage aux militants de l'OAS morts pour l'Algérie française, dont Jean Bastien-Thiry, fusillé pour avoir organisé et conduit l'attentat du Petit-Clamart contre le président de la République Charles de Gaulle.

### Islam et islamisme
En juillet 2013, il critique l'attitude de François Hollande qui vient de déclarer pendant un voyage en Tunisie que l'islam est compatible avec la démocratie : « On ne peut pas se revendiquer de partout de la laïcité et en même temps dire que l'islam et la démocratie sont parfaitement compatibles », estimant pour sa part au sujet de l'islam et de la démocratie : « donc pour moi, c'est totalement incompatible ».
Le 25 avril 2015, Christian Estrosi parle de la menace qui pèse sur les français et musulmans de France, de l'« islamofascisme » présent en Irak, en Syrie mais aussi « ailleurs », « à travers les cinquièmes colonnes et ses réseaux infiltrés, dans nos caves, dans nos garages, dans les lieux clandestins », affirmant que « c'est une troisième guerre mondiale qui nous est déclarée aujourd'hui ».
Ses opposants du Front national considèrent que ses déclarations sont une « posture électorale » en vue des élections régionales de 2015 en Provence-Alpes-Côte d'Azur, pour laquelle l'extrême droite est donnée favorite. Le secrétaire général du FN, Nicolas Bay, dénonce en particulier la subvention de 3 000 euros accordée par la ville de Nice aux jeunes de l'Union des organisations islamiques de France (UOIF).
Tenant d'une ligne jugée très à droite au sein de LR, il adoucit par la suite son discours. Après l'élection d'Emmanuel Macron à la présidence de la République, il se pose dans l’opposition à Laurent Wauquiez dans le parti.

### Roms et gens du voyage
En 2013, il déclare à propos de gens du voyage installés illégalement sur un terrain de football niçois : « J'en ai maté d'autres, je vous materai ». Il affirme également que « les Roms en France sont souvent des étrangers en situation irrégulière ». Ces propos sont critiqués par le PS, qui, par la voix de son porte-parole Eduardo Rihan Cypel déclare que Christian Estrosi cherche « à faire plus dur que le FN ».

### Nature et biodiversité
Christian Estrosi se montre très favorable à la promotion de la chasse, selon lui la plus ancienne discipline sportive. « Aménageurs du territoire qui veillent à l'équilibre des espèces » et « premiers gardiens de la biodiversité »,, les chasseurs de la région PACA se voient attribuer une subvention de 2,5 millions d'euros pour la durée de son mandat à la tête de la région. Il s'engage aussi à ne plus subventionner les associations qui attaquent les chasseurs devant les tribunaux,.
Il prend de même la défense du pastoralisme montagnard en maintes occasions, et accorde sous la même présidence plus d'un million d'euros à son aide et sa promotion.
Le dénominateur commun de ces prises de position est son opposition à la présence du loup dans les Alpes françaises : en plus des nombreuses déclarations à son encontre, Christian Estrosi a proposé une loi visant à accentuer l'abattage du canidé, milite pour supprimer sa protection par la Convention de Berne, met à disposition des éleveurs et chasseurs des moyens ultramodernes (drones à caméras thermiques, optiques à vision nocturne) ; diverses actions qui lui attirent de vives critiques des défenseurs de la faune sauvage, jusqu'à se voir « remettre » le Trophée de plomb 2014 de l'ASPAS.

### Peine de mort
Le 11 décembre 1991, en réaction aux viols et aux meurtres de deux petites filles, commis près de Perpignan le 19 octobre 1991 par un pédocriminel récidiviste (affaire Christian Van Geloven), Christian Estrosi dépose à l'Assemblée nationale une proposition de loi visant à rétablir la peine de mort pour certains crimes. Par la suite, en 1994, à l'occasion du débat sur l'instauration de la perpétuité réelle à l'encontre des assassins d'enfants (loi no 94-89 du 1er février 1994), il considère, selon l'analyse qu'en faisait la journaliste Catherine Ehrel aux sixièmes rencontres nationales SMPR-UMD en 1994, qu'à défaut de la peine de mort « il n'y a rien d'inhumain à laisser les condamnés en prison jusqu'à la fin de leurs jours puisque c'est là qu'ils sont le mieux ». En 2017, il déclare : « Je déteste le Christian Estrosi qui a voté en 1988 un projet de loi relatif au rétablissement de la peine de mort ».

### Guerre de Gaza
À la suite de l'attaque du Hamas contre Israël d'octobre 2023, Christian Estrosi prend la décision de faire flotter le drapeau israëlien sur le fronton de la mairie de Nice tant que tous les otages du Hamas ne seraient pas libérés. Cette initiative serait également motivée par sa volonté de lutter contre l'antisémitisme et l'antisionisme.
À la mi-mai 2025, le préfet des Alpes-Maritimes Laurent Hottiaux demande à Christian Estrosi de retirer les drapeaux, au nom du principe de neutralité du service public.
Contestant également depuis de nombreux mois la présence des drapeaux, des citoyens niçois demandent leur retrait au tribunal administratif de Nice et obtiennent gain de cause après plusieurs refus. En juin 2025, les juges estiment en effet que ce pavoisement « doit être regardé comme un soutien à l'État israélien et donc comme la revendication d'une opinion politique ». 
Le 26 juin 2025, sommé par le préfet et le tribunal, l'édile finit par décrocher lui-même les drapeaux et dénonce une décision « injuste ».

## Détail des mandats et fonctions

### Fonctions politiques
- Membre du bureau politique du RPR
- Secrétaire départemental de la fédération RPR des Alpes-Maritimes de 1989 à 2002
- Délégué national du RPR, chargé de la Sécurité civile, de 1992 à 1993
- Délégué national du RPR, chargé des Sports, de 1999 à 2001
- Délégué national du RPR, chargé de l’Animation, de 2001 à 2002
- Conseiller politique de l'UMP de 2002 à 2005
- Secrétaire national de l'UMP, chargé des Fédérations, de 2004 à 2005
- Secrétaire général adjoint de l'UMP du 30 juin 2008 au 24 janvier 2009
- Président départemental de la fédération UMP des Alpes-Maritimes depuis 2002
- Conseiller politique de l'UMP depuis le 24 janvier 2009
- Vice-président de l'UMP : janvier 2013 - 15 juin 2014
- Président de la commission nationale d'investitures : 4 décembre 2014 - 29 novembre 2016

### Mandats électifs

#### Député
- 13 juin 1988 - 1er avril 1993 : député de la 5e circonscription des Alpes-Maritimes
- 2 avril 1993 - 17 décembre 1993[161] : député de la 2e circonscription des Alpes-Maritimes
- 1er juin 1997 - 18 juin 2002 : député de la 5e circonscription des Alpes-Maritimes
- 19 juin 2002 - 2 juillet 2005[162] : député de la 5e circonscription des Alpes-Maritimes
- 20 juin 2007 - 19 juillet 2007[163]: député de la 5e circonscription des Alpes-Maritimes
- 26 mai 2008[164] - 23 juillet 2009[163]: député de la 5e circonscription des Alpes-Maritimes
- 14 décembre 2010 - 17 juin 2012[165] : député de la 5e circonscription des Alpes-Maritimes
- 18 juin 2012 - 30 mars 2016 : député de la 5e circonscription des Alpes-Maritimes

#### Conseiller régional
- 23 mars 1992 - 15 mars 1998 : premier vice-président du conseil régional de Provence-Alpes-Côte d'Azur
- 16 mars 1998 - 21 août 2002 : conseiller régional de Provence-Alpes-Côte d'Azur
- 18 décembre 2015 - 15 mai 2017 : président du conseil régional de Provence-Alpes-Côte d'Azur
- Depuis le 29 mai 2017 : président délégué du conseil régional de Provence-Alpes-Côte d'Azur

#### Conseiller général
- 18 mars 1985 - 29 mars 1992 : conseiller général des Alpes-Maritimes (canton de Nice-8)
- 30 mars 1992 - 17 avril 1993 : conseiller général des Alpes-Maritimes (canton de Nice-8)
- 18 mars 2001 - 17 septembre 2003 : premier vice-président du conseil général des Alpes-Maritimes (canton de Saint-Étienne-de-Tinée)
- 18 septembre 2003 - 14 décembre 2008 : président du conseil général des Alpes-Maritimes (canton de Saint-Étienne-de-Tinée)
- 15 décembre 2008 - 12 juin 2009[21] : conseiller général des Alpes-Maritimes (canton de Saint-Étienne-de-Tinée)

#### Conseiller municipal
- 14 mars 1983 - 19 mars 1989 : conseiller municipal de Nice (Alpes-Maritimes)
- 20 mars 1989 - 1er juillet 1990 : conseiller municipal de Nice (Alpes-Maritimes)
- 21 mars 2008 - 12 juin 2016 : maire de Nice
- Depuis le 15 mai 2017 : maire de Nice

#### Conseiller communautaire
- 18 avril 2008 - 31 décembre 2011 : président de la communauté d'agglomération Nice-Côte d'Azur (CANCA), devenu, fin 2008, communauté urbaine Nice Côte d'Azur (NCA)

#### Conseiller métropolitain
- Depuis le 9 janvier 2012 : président de la métropole Nice Côte d'Azur

La Métropole Nice Côte d'Azur regroupe 51 communes, du littoral aux plus hauts sommets du Mercantour (Le Gélas 3 143 m).

### Fonctions ministérielles
- 2 juin 2005 - 15 mai 2007 : ministre délégué à l'Aménagement du territoire du gouvernement Dominique de Villepin
- 19 juin 2007 - 17 mars 2008 : secrétaire d'État chargé de l'Outre-mer auprès du Ministère de l'Intérieur dans le gouvernement François Fillon II
- 23 juin 2009 - 14 novembre 2010 : ministre auprès de la ministre de l’Économie, de l’Industrie et de l’Emploi, chargé de l’Industrie, dans le gouvernement Fillon II

## Synthèse des résultats électoraux

### Élections régionales
| Année | Nuance | Nuance | Région                     | Position      | 1er tour | 1er tour | 1er tour | 2d tour   | 2d tour | 2d tour | Sièges (CR) |
| Année | Nuance | Nuance | Région                     | Position      | Voix     | %        | Rang     | Voix      | %       | Rang    | Sièges (CR) |
| ----- | ------ | ------ | -------------------------- | ------------- | -------- | -------- | -------- | --------- | ------- | ------- | ----------- |
| 2015  |        | UD     | Provence-Alpes-Côte d'Azur | Tête de liste | 469 884  | 26,47    | 2e       | 1 073 516 | 54,78   | 1er     | 81 / 123    |

### Élections municipales
| Année | Nuance | Nuance | Commune | Position      | 1er tour | 1er tour | 1er tour | 2d tour | 2d tour | 2d tour | Sièges (CM) |
| Année | Nuance | Nuance | Commune | Position      | Voix     | %        | Rang     | Voix    | %       | Rang    | Sièges (CM) |
| ----- | ------ | ------ | ------- | ------------- | -------- | -------- | -------- | ------- | ------- | ------- | ----------- |
| 2008  |        | MAJ    | Nice    | Tête de liste | 43 576   | 35,80    | 1er      | 51 792  | 41,33   | 1er     | 49 / 69     |
| 2014  |        | UD     | Nice    | Tête de liste | 51 653   | 44,98    | 1er      | 54 573  | 48,61   | 1er     | 52 / 69     |
| 2020  |        | DVD    | Nice    | Tête de liste | 28 326   | 47,62    | 1er      | 34 039  | 59,30   | 1er     | 56 / 69     |

## Décorations et honneurs

### Décorations françaises
- Officier de la Légion d'honneur (2020)[170] ; chevalier (2010)[171].
- Chevalier de l'ordre des Arts et des Lettres (2020)[172].
- Médaille des réservistes volontaires de défense et de sécurité intérieure (2019)[173].
- Médaille d'honneur de l'engagement ultramarin, échelon or (2022) au titre d' «ancien secrétaire d’État chargé de l’outre-mer»[174].

### Décorations étrangères
- Commandeur de l'ordre de Saint-Charles de Monaco.
- Commandeur de l'ordre national de Côte d'Ivoire[175].
- Officier de l'ordre du Mérite de la république de Pologne[176].

### Docteur honoris causa
- Docteur honoris causa de l'université de Haïfa.

## Carrière de pilote de moto
- 1972

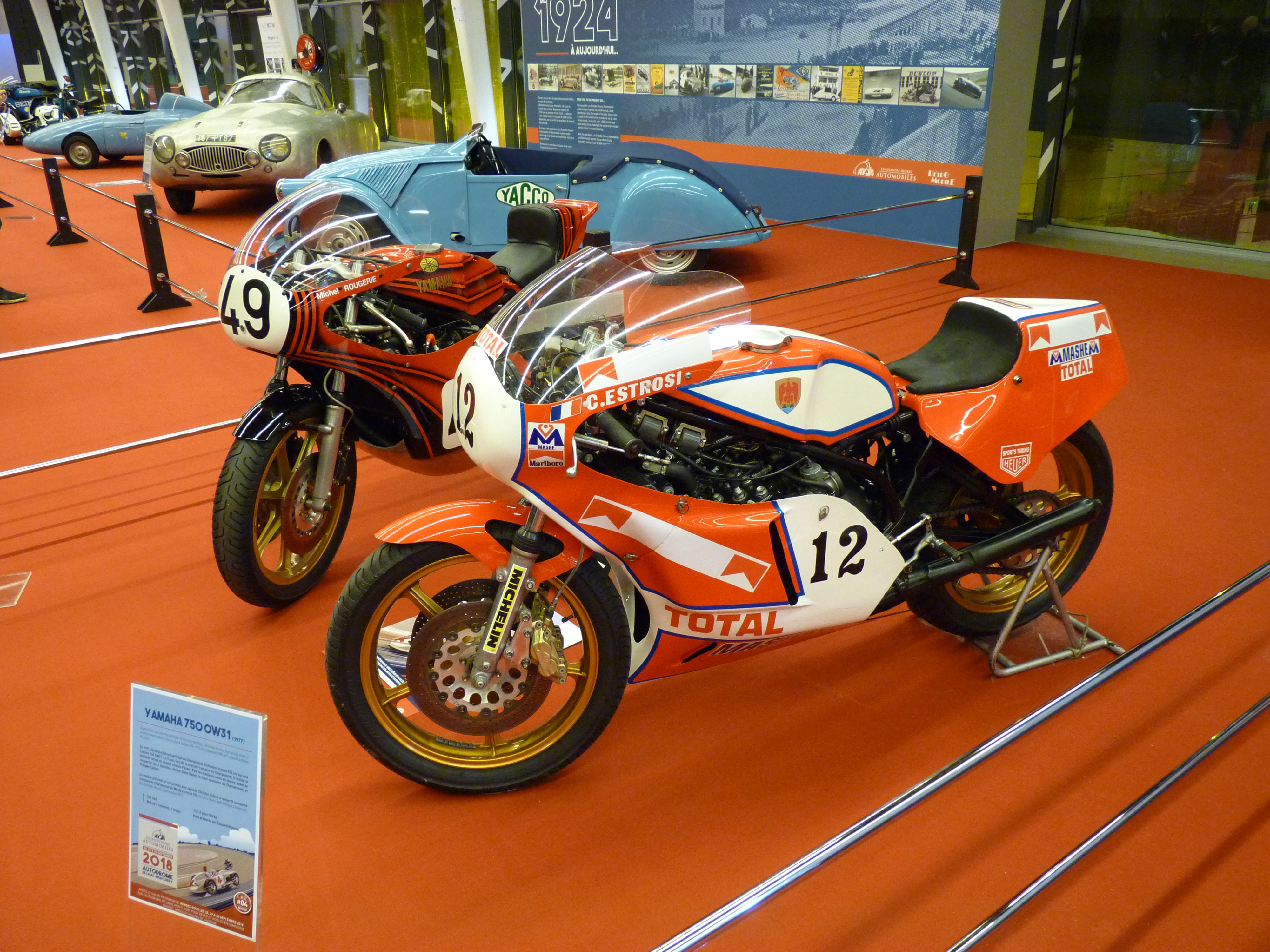
Yamaha TZ750 de Christian Estrosi (Championnat du Monde Formula 750 cm3).

  - Première course en 250 cm3 - 5e au Paul-Ricard (âgé de 17 ans)
- 1974
  - Tour de France moto : son moteur casse alors qu'il est en tête
- 1975
  - 2e d'une course en Championnat du Monde 750 cm3 à Dijon (PRIX FIM)
  - 2e au Bol d'or sur Kawasaki avec Gilles Husson
  - 1er titre de champion de France moto (750 cm3, Trophées de France)[177]
- 1976
  - Vainqueur d'une course en Championnat du monde de 750 cm3 à Dijon (PRIX FIM)[178]
  - Vainqueur d'une course en Championnat d'Europe de 750 cm3 à Nogaro
  - Vainqueur du trophée FIM de Nogaro
  - 2e à Dijon
  - 2e des 1 000 km du circuit du Mugello sur Ducati
  - 4e du Moto Journal 200
  - 2e titre de champion de France moto (750 cm3)[177]
- 1977
  - Vainqueur d'une course en Championnat du monde de 750 cm3 à Dijon (Prix FIM)
  - 3e titre de champion de France moto (750 cm3)[177]
- 1978
  - 4e au Grand Prix de France 500 cm3 à Nogaro
  - 4e en 750 cm3 en Espagne
  - 4e en 750 cm3 aux Pays-Bas
- 1979
  - 2e et 3e en 750 cm3 à Nogaro
  - 4e et dernier titre de champion de France moto (250 cm3)[177]
- 1983
  - Arrêt de la compétition
- 2004
  - Participation aux Coupes Moto Légende
- 2005
  - Participation aux Coupes Moto Légende

## Autres activités
En avril 2016, trois jours après sa démission de l'Assemblée nationale, il crée une société de « conseil pour les affaires et autres conseils de gestion », dénommée « Monsieur Christian Estrosi ».

## Publications
- Christian Estrosi, Le battement d'ailes du papillon : bâtir un nouveau modèle économique pour plus de justice sociale, Saint-Malo, France, Pascal Galodé éditeurs, 2011, 148 p. (ISBN 978-2-35593-190-1).
- Christian Estrosi, Fils de Nice, Nice, France, Éditions du Rocher, 2013, 177 p. (ISBN 978-2-268-07529-7).
- Christian Estrosi (avec Maurice Szafran), Il faut tout changer !, Albin Michel, 2017.
- Christian Estrosi, Nice l'inattendue, Éditions Michel Lafon, 2019, 557 p.
- Christian Estrosi, Ma ligne bleue, Éditions Michel Lafon, 2025, 148 p.

### Vidéo INA
« Le bol d'or J-7 » [vidéo], sur ina.fr, Auto moto, 13 septembre 1975, Interview de Christian Estrosi par Jean-Pierre Chapel.